# Рухчанська сільська рада
Рухчанська сільська́ ра́да (біл. Рухчанскі сельсавет) — адміністративно-територіальна одиниця у складі Столинського району Берестейської області Білорусі. Адміністративний центр — село Рухча-1.

## Склад
Населені пункти, що підпорядковувалися сільській раді станом на 2009 рік:
| Населений пункт | Тип  | Населення, осіб (2009) |
| --------------- | ---- | ---------------------- |
| Кострово        | село | 70                     |
| Крушин          | село | 10                     |
| Рухча-1         | село | 249                    |
| Рухча-2         | село | 363                    |
| Цмень-1         | село | 24                     |
| Цмень-2         | село | 16                     |

## Населення
За переписом населення Білорусі 2009 року чисельність населення сільської ради становила 732 особи.

### Національність
Розподіл населення за рідною національністю за даними перепису 2009 року:
| Національність            | Осіб | Відсоток |
| ------------------------- | ---- | -------- |
| білоруси                  | 711  | 97,13 %  |
| росіяни                   | 10   | 1,37 %   |
| українці                  | 10   | 1,37 %   |
| національність не вказана | 1    | 0,14 %   |
| Разом                     | 732  | 100 %    |